# Cu cu mỏ cong
Cu cu mỏ cong (danh pháp hai phần: Scythrops novaehollandiae) là một loài chim thuộc họ Cu cu (Cuculidae).. Chúng là loài duy nhất trong chi đơn loài Scythrops. Nó là loài chim đẻ nhờ lớn nhất thế giới, là loài cu cu lớn nhất.
Loài chim này được tìm thấy ở Úc, Papua New Guinea và Indonesia; và lang thang ở Nouvelle-Calédonie và New Zealand. Nó là loài di cư. Có 3 phân loài, một phân loài di cư và hai phân loài di cư. Môi trường sinh sống của nó là rừng đất thấp ẩm nhiệt đới hoặc cận nhiệt đới và rừng ngập mặn nhiệt đới hoặc cận nhiệt đới.
Loài này cân nặng 630 g và dài 63 cm, với thân hình mảnh dẻ, đuôi dài và chân khỏe. Chân của chúng dạng bốn ngón với hai ngón giữa hướng về phía trước và hai ngón ngoài hướng về phía sau.

## Hình ảnh

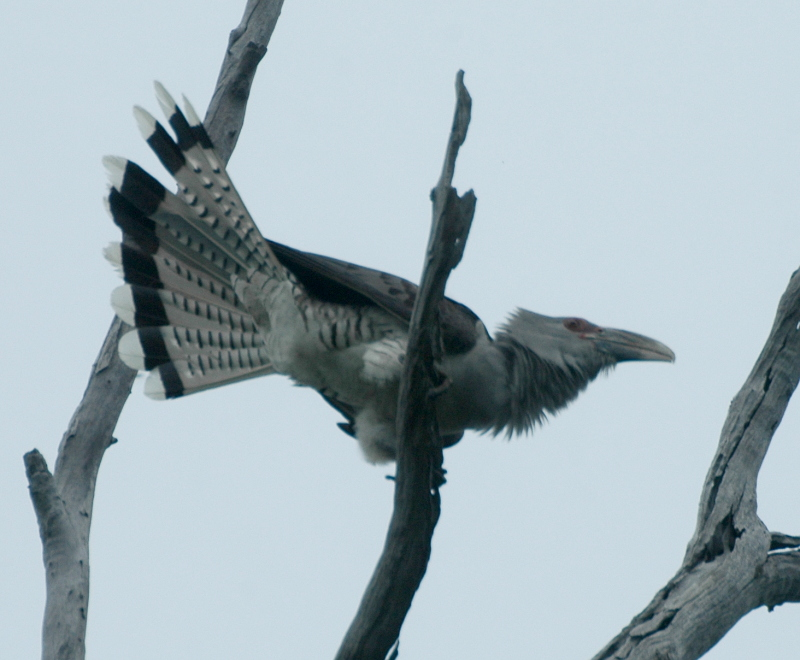
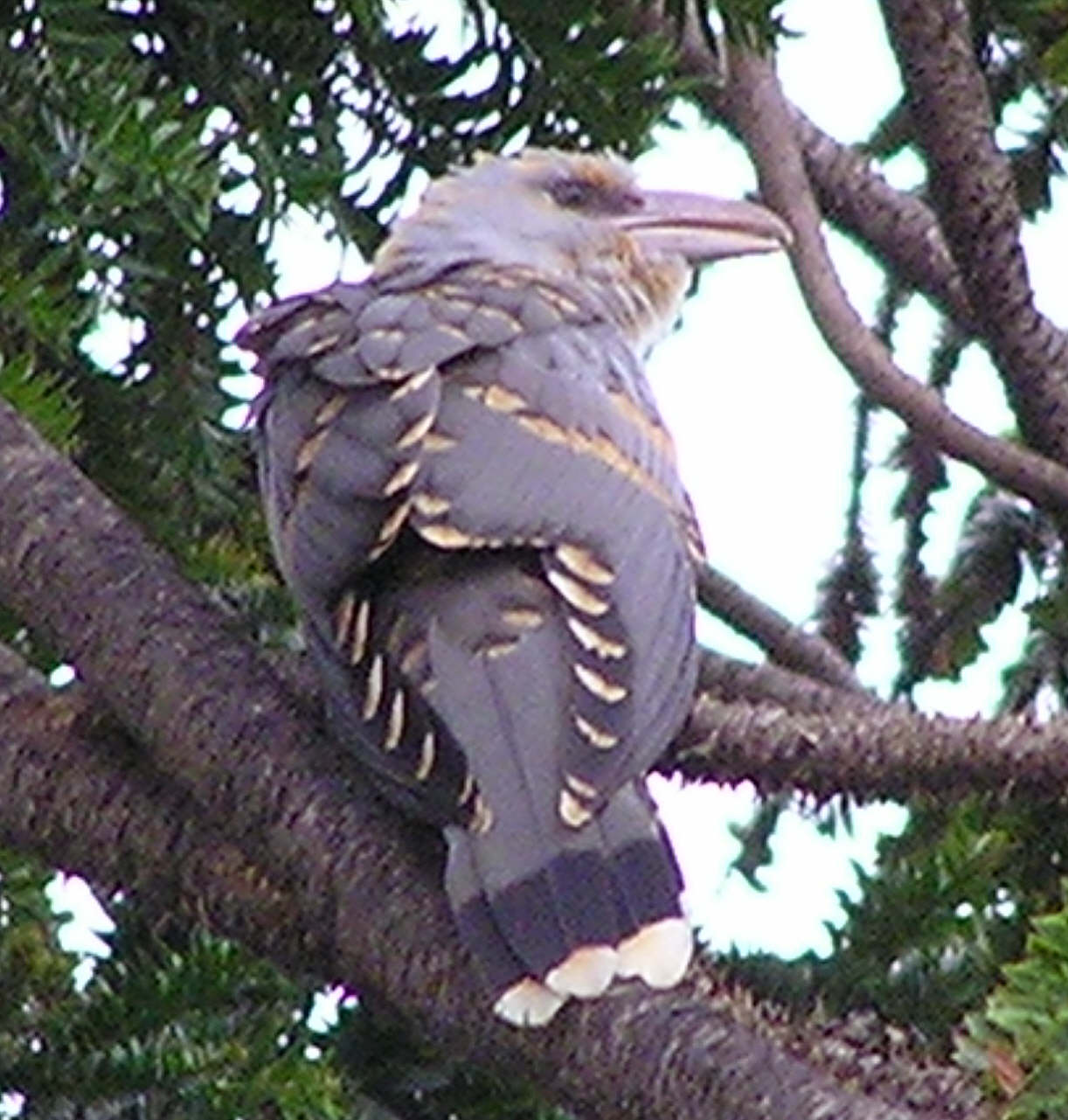
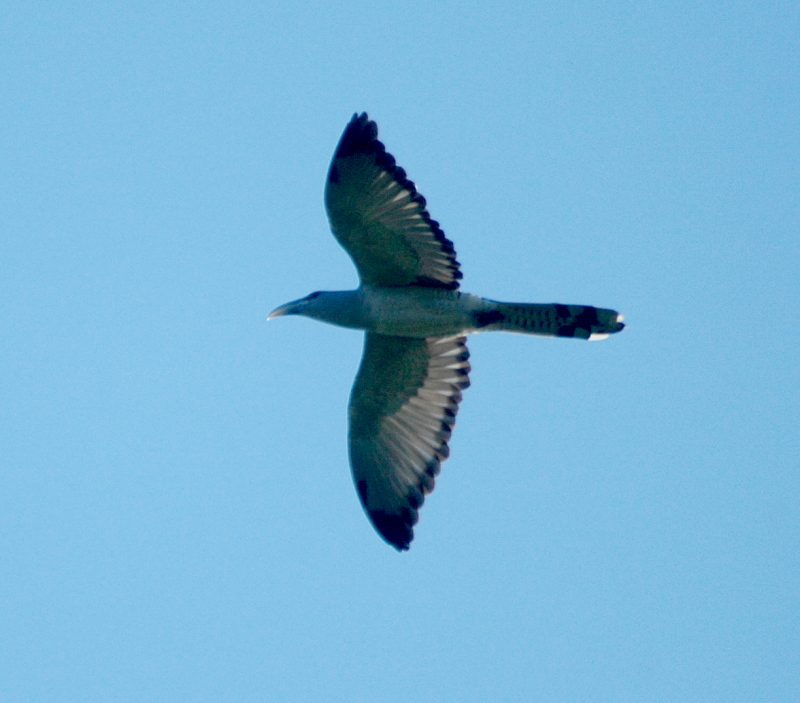
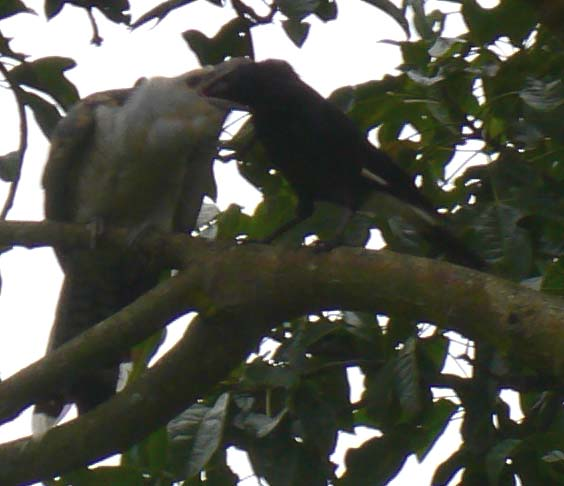